# 甘露糖醛酸
甘露糖醛酸（英语：Mannuronic acid）是一种可衍生自甘露糖的糖醛酸单糖。与L-古洛糖醛酸一样，D-甘露糖醛酸也是组成海藻酸的部分，海藻酸是一种主要存在于褐藻中的多糖。甘露糖醛酸也被掺入一些细菌荚膜多糖中。